# Sylf
För läkarföreningen, se SYLF. För kolibrisläktet, se sylf (kolibri).
Sylf betecknar ett andeväsen, som förknippas med luften. Den kvinnliga motsvarigheten kallas sylfid. Inom vissa neopaganistiska religioner eller liknande anses sylfider/sylfer vara en av fyra grupper av elementarväsen. Sylferna representerar då luften. De övriga är salamandrar (eld), gnomer (jord) och undiner (vatten).
I bildlig bemärkelse begagnas ordet sylfid om en smal och graciös kvinna.